# Oltar mestnih zavetnikov
Oltar mestnih zavetnikov (prej tudi oltar treh kraljev ali Kölner Dombild) je triptih Stefana Lochnerja. Prvotno je stal v kapeli sv. Marije Jeruzalemske v Kölnu in je bil leta 1810 prenesen v Kölnsko stolnico. Od leta 1948 je krilni oltar središče Marijine kapele v Kölnski stolnici. Krilni oltar velja za najpomembnejše delo poznogotske kölnske slikarske šole.

## Zgodovina
V koncilski kapeli svete Marije Jeruzalemske, posvečeni leta 1426, so svetniki pred sejami redno obhajali mašo. Zato so naročili Stefanu Lochnerju, da za to kapelo izdela triptih z upodobitvijo mestnih zavetnikov. Leta 1501 so bile kupljene dragocene rdeče-bele zavese iz damasta za stranski krili. Delo je moralo biti že sodobnikom znano kot izjemna umetnina. Na potovanju po Nizozemski leta 1520 je Albrecht Dürer dal odpreti oltar za dva bela pfeniga, da je lahko pogledal sliko. Šele zaradi njegovega dnevniškega zapisa, da je lahko videl sliko Maistra Steffana von Cologna, je bilo delo leta 1823 dodeljeno umetniku Stefanu Lochnerju. Leta 1568 je triptih ponovno pozlatil Arnt Bruyn.
Oltar je bil leta 1794 skrit pred francoskimi revolucionarnimi četami. Ker je bila kapela v letih francoske okupacije sekularizirana, je bil oltar leta 1810 na pobudo kölnskega učenjaka in zbiralca umetnin Ferdinanda Franza Wallrafa prestavljen v Kölnsko stolnico. V tem času sta Maximilian Heinrich Fuchs in pozlatar Christian Waltzer izvedla še eno obnovo. V 19. stoletju – v času neogotike – je oltarna slika doživela porast popularnosti in je bila večkrat kopirana, med drugim tudi pri Benediktu Beckenkampu. Izvirnik predele je izgubljen. Namesto nje stoji oltar na napisni podlagi, ki jo je zasnoval Ferdinand Franz Wallraff v spomin na prenos dela v stolnicoo.
Med drugo svetovno vojno so oltar prestavili, da bi ga zaščitili pred poškodbami, in ga je osebno spremljala Hanna Adenauer, ki je kasneje postala mestna kustosinja. Od leta 1948 je oltar središče Marijine kapele v stolnici, ki je bila po svetovni vojni prenovljena.
Motiv z oltarne slike je bil uporabljen za oblikovanje božične znamke leta 2017. Znamka, ki jo je oblikoval Heribert Birnbach, prikazuje Marijo kot nebeško kraljico in češčenje treh kraljev. Posebno znamko z naslovom »V pričakovanju treh kraljev« sta predala zvezni minister za gospodarstvo Peter Altmaier in nadškof Rainer Maria kardinal Woelki v Marijini kapeli pred oltarjem mestnega pokrovitelja.

## Umetnik
Kot je bilo običajno v srednjem veku, umetnina ni podpisana. Leta 1822 je Johanna Schopenhauer, mati istoimenskega filozofa, v svojih spisih opozorila na dnevniški zapis Albrechta Dürerja, v katerem je beležil stroške svojega potovanja na Nizozemsko. Na tem potovanju novembra 1520 je Dürer obiskal Köln za približno dva tedna in prve dni so mu pokazali izbrano umetnino: »Imam 3 bele penije, predmet ima 2 bela penija z mize, ki jo je izdelal mojster Steffan leta Köln.« Ta mojster Stefan je bil identificiran z očitno uglednim slikarjem Stefanom Lochnerjem, znanim iz kölnskih dokumentov. Dodelitev velja za verodostojno, vendar je po naravi hipotetična.
Posamezni umetnostni zgodovinarji so ugibali, da je na sliki tudi avtoportret Stefana Lochnerja. Moški z zeleno kapo za Gereonom kaže fizionomske in izrazito individualne poteze obraza, ki jih druge figure nimajo. Ikonografske podrobnosti so pokazale, da je bila »slikarjeva samoupodobitev še posebej verjetna«.

## Datacija
Nastanek oltarja je od sredine 19. stoletja datiran med letoma 1440 in 1442. To je prvi predlagal Johann Jakob Merlo, ki je leta 1852 poistovetil mojstra Stefana, ki ga omenja Dürer, z zgodovinsko dokazanim Stefanom Lochnerjem. V teh letih je Lochner pridobil hiše, ki si jih je lahko privoščil šele po dokončanju oltarja. Michael Wolfson, ki meni, da je ta argument »komaj prepričljiv«, datira poslikavo v okoli leta 1435. Kapela je bila slovesno odprta leta 1426; iz slogovnega vidika je bila oltarna slika ustvarjena šele po dokončanju Gentskega oltarja, ki ga je ustvaril Jan van Eyck.

## Motiv slike
Oltar mestnih zavetnikov velja za Lochnerjevo glavno delo. Triptih je visok 260 cm. Srednji del je širok 285 cm, vsako stransko krilo meri 142 cm. Delovna stran prikazuje Marijino oznanjenje. Notranja praznična stran predstavlja najpomembnejše zavetnike mesta Köln v pozlačenem okvirju, ki je na vrhu okrašen z izrezljano risbo. Osrednji motiv je Marija kot nebeška kraljica in čaščenje treh kraljev. Na levem krilu je sveta Uršula z 11 od svojih domnevno 11.000 devic. Na desnem krilu je upodobljen sveti Gereon pred skupino svojih zvestih privržencev iz tebanske legije.
- Levo krilo s sveto Uršulo in gospo v zelenem
- Osrednja plošča s tremi kralji
- Desno krilo s Saint Gereonom
- Stran med tednom: Oznanjenje

Zaprt oltar ali stran oltarja, ki je vidna ob običajnih dneh, omogoča gledalcu pogled v navidezno enoten prostor, čeprav je slika razpeta na dveh okvirjenih površinah. Okvirja delujeta kot okno, za katerim je prostor z zlato vzorčasto zaveso, pokrajšanim stropom in tlemi kot naturalističnim prostorom za dogajanje. Tam realistično naslikan angel naznanja pozdrav iz giba navidezno presenečene, rahločutno naslikane Marije. Šele atributi nežnih figur – svetniški sij in angelska krila – ju odmaknejo od časovnosti prizora z dvema mladima ženskama.
Na praznični strani - oltar je odprt - so na zlatem ozadju prikazani zavetniki mesta Köln: trije modreci, sveta Uršula in sveti Gereon. Tako so se meščani Kölna lahko poklonili Materi božji pri oltarju, na dvoru katerega so jo zastopali zavetniki.
Stefan Lochner je kartušo uredil v strogo osno simetrično strukturo, ki ji je žrtvoval vse tradicionalne slikovne izume. Osrednja podoba je ustoličena Marija, katere krona jo identificira kot nebeško kraljico, z malim Jezusom v naročju. Na desni in levi ji je dodeljen kralj, ki ji izkazuje spoštovanje. Te tri figure tvorijo osrednjo trikotno kompozicijo. Tretji kralj pa je neopazno zbledel v ozadje; njegova silhueta se simetrično odraža na nasprotni strani marijanskega prestola z nedoločenim privržencem. Lochner se odreče vsem tradicionalnim slikovnim elementom - kot so hlev, osel, vol ali Jožef - in namesto tega predstavi nebeško Kraljico pred zaveso, izvezeno s pticami, ki jo držita dva majhna prikupna angela. Spremstvo kraljev se gnete skupaj desno in levo od prestola. Zdi se, da sta zavetnika na zunanjih krilih - sveta Uršula na levi in Gereon na desni - prav tako prisotna pri Marijinem prihodu. Upodobljena sta kot nasprotja v svojih navadah: na Uršulinem krilu je presenetljivo prefinjeno oblikovano telesnost in obsežna oblačila. Na krilu Gereona je sijoča, impresivna in kiparsko oblikovana kovina oklepa. V svoji postavitvi pa so svetniki in zelo tesno strnjeno spremstvo za njimi podrejeni krovni simetrični strukturi podobe. Le Jezus v Marijinem naročju je nekoliko pomaknjen v levo od simetrične osi; dviga roko v znak blagoslova proti najstarejšemu kralju.
Slikar pokaže svoje mojstrske sposobnosti pri oblikovanju oblačil. Stari kralj nosi obleko iz rdečega in zlatega brokata, kralj srednjih let pa nosi plašč iz zelenega brokata, obrobljen s krznom; Lochner je za Marijo našel preprostejši plašč, a podložen s hermelinom in dragoceno zaponko. Iluzija materialnosti v upodobitvi oblačila velja za izjemno. Enako osupljiv je verizem predstavljenih kraljevih daril: dvostopenjske srebrne skodelice, rdečega jaspisovega keliha in majhnega relikviarija.
Lochner je v svojih slikah upodobil zelo veliko ikonografskih simbolov, ki jih je vse znal nevsiljivo podrediti krovnemu motivu. Zastave treh kraljev na sliki simbolizirajo tri v srednjem veku znane celine: Evropo, Azijo in Afriko. Trije kralji so namenoma upodobljeni v različnih starostih, ker naj bi predstavljali tri življenjske dobe hkrati. Marijin modri plašč drži zlata broška, v bisernem oklepu katere Lochner prikaže mlado žensko s samorogom. Po ikonografiji je ta žival veljala za simbol nedolžnosti. Vse tri panele povezuje neprekinjena zelena trata. V njej je 40 zdravilnih in uporabnih rastlin s svojimi cvetovi in plodovi botanično tako zvesto reproduciranih, da bi jih 33 lahko prepoznali. Rastline so skoraj vse rastline kuge, ki so jim v srednjem veku pripisovali obrambo pred kugo. Mednje sodi na primer bodeča lobodika, ki je s svojimi bodečimi listi odganjala miši in podgane. Navadni nageljček (Navadni nageljček) je s svojim vonjem odganjal škodljivce in naj bi zato imel obrambo pred demoni. Ozkolistni trpotec ima dejansko zdravilno učinkovit antibiotični učinek. Na vidnem mestu neposredno pod Materjo Božjo je mandragora (Mandragora officinarum). Bila je ena najpomembnejših krščanskih simbolnih rastlin. Njivski slak (Convolvulus arvensis) je bil simbol širjenja, razširjenega krščanstva. Na sliki najdemo tudi plazeči skrečnik (Ajuga reptans), navadno sreteno in navadni jetrnik. Med rastlinami je Lochner edino žival naslikal hrošča rogača, ki je veljal za apotropej, magični predmet za zaščito pred zlimi silami.

## Podpisi
Da bi bolje razumeli, kako je delavnica Stefana Lochnerja razvijala slikovne kompozicije oltarja, so signature leta 2012 pregledali z infrardečo spektrografijo. Ta postopek je omogočil, da so bile podrisbe, narejene s čopiči, peresi in črno risalno tekočino, skrite pod barvo, vidne. Pri analizi rokopisov je postalo jasno, da so te skice naredili vsaj štirje risarji. Eden od njih je bil identificiran kot sam Stefan Lochner, katerega tipična pisava je bila vidna na notranjem levem krilu in delno na osrednji plošči. Lochner je vodil večjo slikarsko delavnico, v kateri so poleg njega delali vsaj trije izkušeni pomožni delavci. Vse predhodne risbe so tako visoke stopnje zrelosti, da je treba sprejeti nadaljnje pripravljalno delo zunaj tovarne. Te so bile prostoročno prenesene na deske, ker ni bilo mogoče prepoznati pomožnih linij. Naročniki so delo verjetno pregledali na podlagi predrisb in tudi predlagali spremembe. Skice na primer nakazujejo, da je umetnik prvotno nameraval ustvariti večji kontrast med šarmom Uršulinih spremljevalcev na eni strani in silami tebanske legije na drugi.

## Nadaljnje delo
Približno 10 let kasneje je Rogier van der Weyden ustvaril svoje Čaščenje Treh kraljev za sv. Kolumbana v Kölnu. Tukaj so vsi elementi betlehemske scene. Sveta družina je v tem triptihu popolna in jo najdete v porušenem hlevu. Van der Weidenovo delo prikazuje Marijino oznanjenje na levem krilu in predstavitev v templju na desnem krilu. V slednjem prizoru vidimo, zelo podobno reproducirano, skrivnostno in neidentificirano damo v zeleni obleki, ki jo v Lochnerju najdemo levo od svete Uršule.